# Egemen Korkmaz
Egemen Korkmaz (* 3. November 1982 in Balıkesir, Türkei) ist ein türkischer ehemaliger Fußballspieler.

## Karriere

### Im Verein
Egemen Korkmaz begann 1999 seine Karriere als Amateur bei Balıkesirspor und spielte ein Jahr. Danach wechselte er zu Kartalspor. Während der Zeit bei Kartalspor stieg er mit der Mannschaft in die 3. Liga ab. In der Winterpause der Saison 2001/02 wechselte Egemen zu Bursaspor. Bei Bursaspor spielte Egemen sechs Jahre als Innenverteidiger. Für die Saison 2008/09 wechselte Egemen Korkmaz zu Trabzonspor. In seiner letzten Saison bei Trabzonspor wurde Egemen Korkmaz als Mannschaftskapitän Vizemeister. Er trägt die Nummer 16, Ortskennzahl seines Ex-Klubs Bursaspor.
Am 25. Mai 2011 wurde bekanntgegeben, dass Korkmaz ablösefrei zu Beşiktaş Istanbul wechselt. Dort unterschrieb er einen Vierjahresvertrag.
Beşiktaş Istanbul musste aufgrund von finanziellen Problemen die Spielergehälter senken. Korkmaz konnte sich nicht mit dem Vorstand einigen, weshalb er um seine Freigabe bat. Nachdem sein Vertrag bei Beşiktaş Istanbul aufgelöst worden war, unterschrieb er kurzzeitig danach beim Stadtrivalen Fenerbahçe Istanbul. Mit dem Vertragsende zum Sommer 2015 erhielt von Fenerbahçe keine Vertragsverlängerung und verließ daraufhin diesen Klub nach dreijähriger Zugehörigkeit.
Im Sommer 2015 wechselte er zum Schweizer Klub FC Wil. Zur Rückrunde der Saison 2016/17 kehrte er in die Türkei zurück und heuerte beim amtierenden Herbstmeister Istanbul Başakşehir an. Büyükşehir Belediye Erzurumspor verpflichtete Korkmaz zur Saison 2018/19.

### In der Nationalmannschaft
Korkmaz absolvierte sein Debüt für die Türkei am 2. September 2011 gegen Kasachstan.

## Erfolge
- Bursaspor (2002–2008)
  - Aufstieg in die Süper Lig und Meister der Lig A: 2006

- Trabzonspor (2008–2011)
  - Türkischer Pokalsieger: 2010
  - Türkischer Supercup-Sieger: 2010

- Fenerbahçe Istanbul (2012– )
  - Türkischer Pokalsieger: 2013
  - Türkischer Meister: 2014